# IPA Deutsche Sektion
Die IPA Deutsche Sektion e. V. ist ein eingetragener Verein von Polizeibeschäftigten in Deutschland.

## Geschichte
Die IPA Deutsche Sektion e. V. wurde im Februar 1955 in Münster durch Theodor Mommsen und Herbert Kalicinski vom Polizei-Institut Hiltrup (heute: Deutsche Hochschule der Polizei) gegründet.
Die International Police Association ist ein Zusammenschluss von aktiven oder pensionierten Angehörigen des Polizeidienstes. Die IPA Deutsche Sektion e. V. ist seit 2008 als Berufsverband anerkannt.

## Mitgliedschaft

### Voraussetzungen
Ordentliches Mitglied kann jeder Polizeibedienstete (Beamte, Angestellte und Arbeiter) der im aktiven Dienst, ausschließlich solcher Behörden und Einrichtungen steht, die polizeiliche Aufgaben erfüllen. Über die Aufnahme entscheidet der Geschäftsführende Verbindungsstellen-Vorstand. Die Mitglieder können die Verbindungsstelle der sie beitreten wollen, frei wählen. Polizeibedienstete im Ruhestand können die ordentliche Mitgliedschaft unter der Voraussetzung und nur so lange erwerben und beibehalten, wie eine etwaige berufliche Tätigkeit dem Zweck, den Zielen und dem Neutralitätsgebot der IPA nicht im Wege steht.
Jedes Mitglied erhält eine Membership Card und eine Auto-Vignette. Sie sind ein Jahr gültig. Die vom Bundesvorstand herausgegebene Zeitschrift „IPA aktuell“ erscheint 4-mal jährlich und ist die Informations- und Mitteilungszeitschrift der Deutschen Sektion.

## Aufbau

### Bundesebene
Dem Geschäftsführenden Bundesvorstand (GBV) gehören an:
- Präsident - Philipp Kurz
- Vizepräsident - Jürgen Glaub
- Vizepräsident - Hermann-Josef Borjans
- Generalsekretär - Peter Herwig
- Generalsekretärin - Michael Schulz
- Schatzmeister (Finanzen) - Ralf Braun
- Schatzmeisterin (Soziales) - Vanessa Pasquariello

Der Bundesvorstand besteht aus den 16 Landesgruppenleitern und dem GBV. Er tagt zwei Mal im Jahr, je zu einer Frühjahrs- und einer Herbstsitzung.

### Kreisebene
Die IPA Deutschland untergliedert sich in 16 rechtlich selbstständige Landesgruppen und rund 250 Verbindungsstellen.

## IPA Polizei-Bürgerpreis

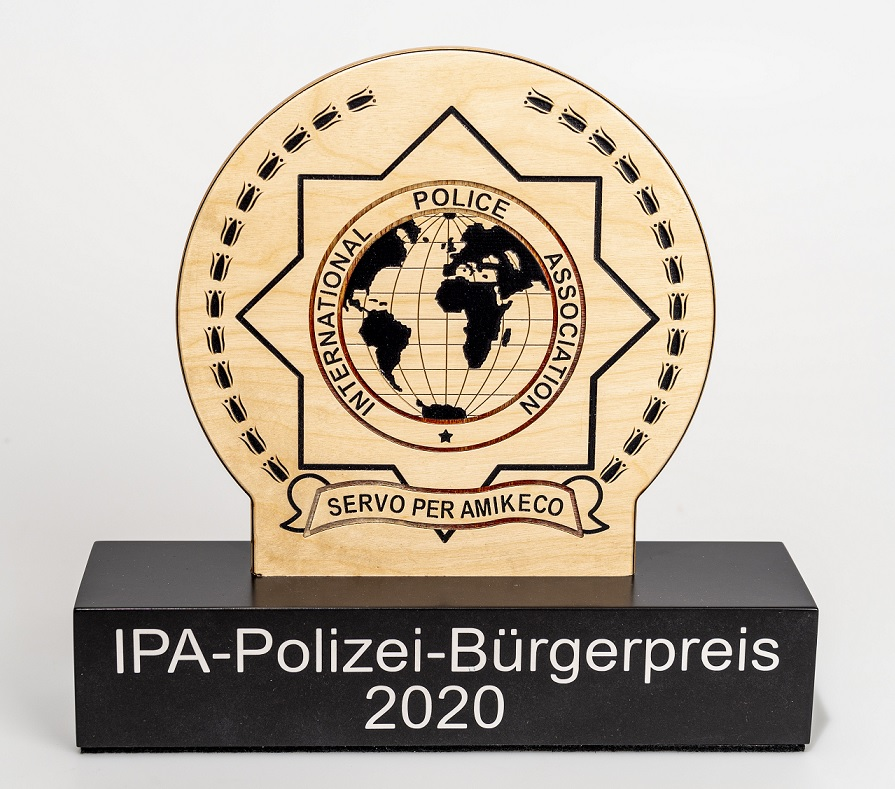
IPA Polizei-Bürgerpreis

Der IPA-Polizei-Bürgerpreis ist eine deutsche Auszeichnung die einmal jährlich von der International Police Association Deutsche Sektion e. V. an Menschen für ihr herausragendes gesellschaftliches Engagement oder ihre Zivilcourage, die einen Polizeibezug aufweisen, verliehen wird.

### Liste der Preisträger
2020 - Werner und Kevin Rast
2021 - Arben Teneqja, Gent Teneqja, Tom Heß, Felice Faridani, Maurice Kölpin und Jan Robel
2023 - Frau Bayer, für ihre Mithilfe zur Identifizierung und Festnahme von zahlreichen falschen Polizeibeamten

## Liste der Präsidenten der IPA Deutsche Sektion e.V.
| Von  | bis  | Name                |
| ---- | ---- | ------------------- |
| 1955 | 1962 | Herbert Kalicinski  |
| 1962 | 1966 | Erich Haas          |
| 1966 | 1975 | Heinrich Helldörfer |
| 1975 | 1984 | Jürgen Klös         |
| 1984 | 1987 | Wolfhard Hoffmann   |
| 1987 | 1993 | Karl-Heinz Peters   |
| 1993 | 1996 | Horst Tiemann       |
| 1996 | 1999 | Walter Herrmann     |
| 1999 | 2005 | Hans-Jürgen Konopka |
| 2005 | 2011 | Udo Göckeritz       |
| 2011 | 2021 | Horst W. Bichl      |
| 2021 | 2024 | Oliver Hoffmann     |
| 2024 |      | Philipp Kurz        |